# Englerina holstii
Englerina holstii är en tvåhjärtbladig växtart som först beskrevs av Adolf Engler, och fick sitt nu gällande namn av Van Tiegh.. Englerina holstii ingår i släktet Englerina och familjen Loranthaceae. Inga underarter finns listade i Catalogue of Life.